# Money in the Bank (2014)
Money in the Bank (2014) — щорічне pay-per-view шоу «Money in the Bank», що проводиться федерацією реслінгу WWE. Шоу відбулося 29 червня 2014 року у Ті-Ді-Гарден в місті Бостон, штат Массачусетс, США. Це було п'яте шоу в історії «Money in the Bank». Вісім матчів відбулися під час шоу.
Основою цього PPV є традиційний матч з драбинами «Money in the Bank», де переможець отримує контракт на матч за титул Чемпіона світу у важкій вазі WWE в будь-який час і в будь-якому місці.
Квитки на шоу надійшли в продаж на початку березня 2014 року.